# Erich Biebach
Erich Biebach, teils auch Bibach (* 2. Juli 1907) war ein deutscher Leichtathlet.
Biebach gehörte in den 1930er Jahren zu den besten deutschen Sprintern und Weitspringern.
Er war aktiv u. a. für den PSV Halle sowie den Verein Mars Quedlinburg und wurde mehrfach Dritter bei den Deutschen Meisterschaften im Weitsprung; 1932 wurde er Vizemeister. 1929 wurde er Deutscher Polizeivizemeister im Weitsprung.

## Persönliche Bestleistungen
1937 erreichte er mit 7,31 m (gesprungen am 24. Juli in Berlin) die deutsche Jahresbestleistung. Seine persönliche Bestleistung steht bei 7,45 m, aufgestellt 1931 in Berlin (als Erich Bibach). Mit 7,40 m, die er 1938 in Weimar erreichte, hält er noch heute den Landesrekord von Sachsen-Anhalt in der Senioren-Altersklasse. Seine Bestleistung im 100-Meter-Lauf steht bei 10,7 s, gelaufen 1932 in Halle.